# Київпастранс
«Київпастранс» — комунальне підприємство, одне з найбільших в Києві та Україні, основним напрямом діяльності якого є перевезення пасажирів у Києві. Створена рішенням Київської міської ради шляхом реорганізації Комунального підприємства «Київелектротранс» і Київського міського територіально- виробничого об'єднання автомобільного транспорту.

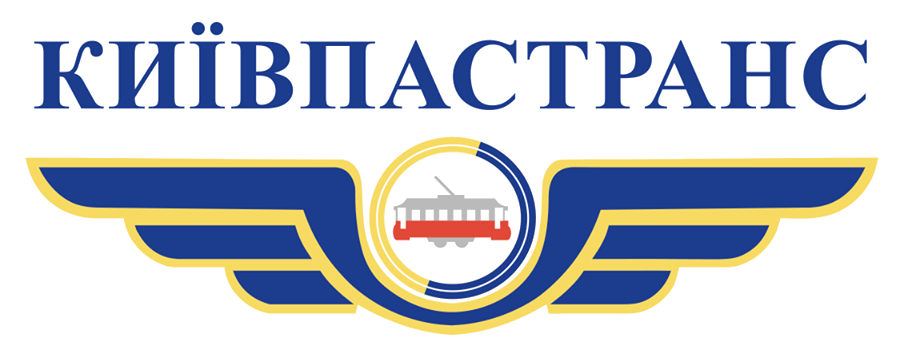
Попередній логотип КП «Київпастранс»

## Основна інформація
Станом на червень 2019 року пасажирські перевезення здійснювалися за 105 автобусними маршрутами (100 міських, 2 приміських та 3 міжнародних), 50 — тролейбусним (4 з яких нічні) та 20 — трамвайними. Підприємство обслуговує 250,9 км трамвайних колій, 1190,9 км контактної мережі, 1142,0 км кабельних ліній, 90 тягових підстанцій, 1511 зупинних комплексів. Щодня на маршрути виходить 400 автобусів різної місткості, 370 тролейбусів та 290 трамваїв. Послугами наземного пасажирського транспорту в середньому щоденно користуються 1,1 млн мешканців та гостей столиці (397 млн пасажирів за 2018 рік).
Майно підприємства є власністю територіальної громади міста. На підприємстві працює понад 7,5 тисяч працівників. Очолює підприємство генеральний директор. Технічну політику підприємства здійснює головний інженер через технічну службу (виробничо-технічне управління, управління організації виробничих процесів автотранспорту та управління організації виробничих процесів електротранспорту). Експлуатаційна діяльність (управління пасажирських перевезень, служба організацієї руху) підпорядкована заступнику генерального директора.
За керівництва генерального директора Миколи Ламбуцького (2001—2014 роки) для поліпшення якості транспортного обслуговування, була розроблена і задіяна відповідна програма, яка передбачає придбання нового рухомого складу сучасних моделей (підвищеного комфорту для пасажирів і водія, з низьким рівнем підлоги, поліпшеного дизайну тощо) та ремонт і модернізацію існуючого. В рамках цієї програми за 2002—2005 рр. придбано 750 автобусів різної місткості («Volvo B10M», «Scania 112», ЛАЗ А183, МАЗ 103 та МАЗ 105, «Богдан»), в тому числі 81 — з низьким рівнем підлоги (МАЗ, ЛАЗ), 101 тролейбус (Київ-12.03, ЮМЗ Т2, МАЗ-103Т), з них 47 — з низьким рівнем підлоги (МАЗ); спільно з чеськими машинобудівниками побудовано трисекційний трамвайний вагон К3R-N з низькопідлоговою секцією (проходить державні випробування). Нині на базі автобусів «Богдан» та ЛАЗ створюються тролейбуси з низьким рівнем підлоги.
Крім придбання нових автобусів і тролейбусів, щорічно проводяться планові ремонти рухомого складу і споруд.
14 серпня 2014 року генеральним директором підприємства призначено Майзеля Сергія Петровича.
7 грудня 2017 року «Київпастранс» почав співпрацю з Всеукраїнською книгою скарг «Каратєль».
Згідно фінансового плану комунального підприємства на 2018 рік, затвердженого КМДА 23 квітня 2018 року, «Київпастранс» планує підвищити тарифи на проїзд у наземному комунальному транспорті Києва до 8 гривень. Зростання ціни на проїзд планується запровадити з 15 липня 2018 року.
КП «Київпастранс» уклало договір з Pojazdy Szynowe PESA Bydgoszcz Spółka Akcyjna на поставку Києву до кінця 2019 року 10 трамвайних вагонів на загальну суму 568,44 млн грн (з ПДВ).
21 березня 2024 року директора підприємства Дмитра Левченка було звільнено з посади, тимчасовим в. о. став заступник колишнього гендиректора Євген Пушков.
З 1 квітня 2024 року вартість транспортної карти виросла з 50 до 75 грн. Збільшення вартості відбулося через собівартість виготовлення картки, при цьому вартість проїзду в комунальному транспорті лишається незмінною.

## Рухомий склад

### Автобуси
- ЛАЗ-А141
- ЛАЗ А183
- ЛАЗ А191
- ЛАЗ А292
- МАЗ 103
- МАЗ 105
- МАЗ 107
- МАЗ 203
- МАЗ 215
- Богдан А091
- Богдан А092
- Богдан А144
- Богдан А145

### Трамвайні вагони
- Трамвайний вагон Tatra T3
- Трамвайний вагон Tatra T6B5 (Т3М)
- Трамвайний вагон Tatra T3 (модернізований на систему на IGBT-модулях)
- Трамвайний вагон T3UA-3 «Каштан» з частково низьким рівнем підлоги
- Трамвайний вагон К-1
- Трамвайний вагон К-1М з частково низьким рівнем підлоги
- Трисекційний трамвай К-1М6 з частково низьким рівнем підлоги
- Трисекційний трамвай К-1М8 з частково низьким рівнем підлоги
- Трисекційний трамвай K3R-N з частково низьким рівнем підлоги
- Трисекційний трамвай КТ-3UA «Кобра» з частково низьким рівнем підлоги
- Трисекційний трамвай KNR-NNP «Каштан» з частково низьким рівнем підлоги
- Трисекційний трамвай 71-154М (ЛВС-2009) з частково низьким рівнем підлоги (не експлуатується у зв'язку з технічними несправностями)
- Трисекційний трамвай Богдан TR843 з частково низьким рівнем підлоги
- Трисекційний трамвай Песа 71-414 з низьким рівнем підлоги
- П'ятисекційний трамвай Електрон T5B64 з низьким рівнем підлоги
- Трисекційний трамвай К-1Т306 з низьким рівнем підлоги

### Тролейбуси
- Škoda 8Tr (службовий)
- Škoda 9Tr (службовий)
- Škoda 14Tr (службові)
- ЮМЗ Т2 (службові)
- Київ-12.03
- Київ-12.04
- МАЗ 103Т
- ЛАЗ Е183
- ЛАЗ Е301
- Богдан Т701
- Богдан Т901

## Структура

### Дирекція КП «Київпастранс»
- Планово-економічне управління
- Управління правового забезпечення
- Управління кадрів та соціальних питань
- Управління бухгалтерського обліку та фінансової звітності
- Управління оплати праці
- Управління з питань надзвичайних ситуацій та цивільного захисту
- Управління з питань технічної політики на транспорті
- Управління з питань охорони праці та безпеки руху
- Управління забезпечення кредитно-лізінгових програм
- Управління пасажирських перевезень
- Управління організації виробничих процесів електротранспорту
- Управління організації виробничих процесів автотранспорту
- Фінансове управління
- Конторольно-ревізійне управління

### Відокремлені підрозділи
- Служба організації руху
- Фунікулер
- Автостанція «Видубичі»
- Служба колії
- Служба енергетичного забезпечення та зв'язку
- Навчально-курсовий комбінат
- Житлово-експлуатаційна дільниця
- Служба матеріально-технічного забезпечення
- Дитячий лікувальний оздоровчий центр «Кристал»
- Музей
- Служба утримання об'єктів допоміжної інфраструктури

### Філії
- Тролейбусне депо № 1
- Тролейбусне депо № 2
- Тролейбусне депо № 3
- Куренівське тролейбусне депо (№ 4)
- Автобусний парк № 1 (не працює, законсервований)
- Автобусний парк № 2
- Автобусний парк № 5
- Автобусний парк № 6
- Автобусний парк № 7 (працює як відстійник списаної техніки)
- Автобусний парк № 8
- Подільське трамвайне депо
- Трамвайне депо ім. Шевченка
- Дарницьке трамвайне депо
- Станція технічного обслуговування автобусів
- Центр технічного обслуговування тролейбусів

## Кримінальні справи

### Закупівлі за завищеними цінами
13 жовтня 2015 року СБУ викрила схему розкрадання коштів службовими особами підприємства. Протягом чотирьох років вони закуповували запчастини та пневматичні шини для транспорту за завищеною у кілька разів ціною. Також підприємство купувало інші товари, роботи і послуги за значно вищими від середньоринкових цінами. Гроші чиновники переводили в готівку через фіктивні фірми. Посадовці компанії привласнили майже 40 млн грн. Відкрито кримінальне провадження за ч. 1 ст. 205 (фіктивне підприємництво) та ч. 5 ст. 191 (привласнення, розтрата майна або заволодіння ним шляхом зловживання службовим становищем) Кримінального кодексу.

### Розкрадання на державних закупівлях
У грудні 2024 року Нацполіція викрила схему з привласнення 9 млн грн на держзакупівлях, було заарештовано Павла Кирилюка (екс в.о. заступника директора компанії) та Юрія Курбаля (ексначальник  підрозділу компанії Дирекції з будівництву та утримання об’єктів транспорту та допоміжної інфраструктури). За даними слідства, вони створили штучні умови для перемоги у процедурі закупівлі підконтрольних фірм.